# Слободан Нинковић
Слободан Бода Нинковић (Смедерево, 25. новембар 1956) српски је глумац и водитељ.

## Биографија
Слободан Нинковић је рођен у Смедереву 25. новембра 1956. године од оца Лазара и мајке Љубинке. Завршио је Факултет драмских уметности у Београду.
Стални члан позоришта Бошко Буха је био од 1986. до 1995. године, у том периоду је одиграо преко 30 премијера у представама које је извео око 2.000 пута међу којима су: Црвенкапа, Василиса, Чаробњак из Оза, Кад је био мрак.
Истовремено је играо и у другим позориштима као што су: Београдско драмско позориште, Битеф театар, Народно позориште у Београду и Звездара театар, од 1995. године је стални члан Југословенског драмског позоришта. Остварио је запажене улоге и у филмовима и телевизијским серијама.
Пензионисан је децембра 2021. године. За позоришни рад је добио неколико значајних награда и признања.
Додељена му је Светосавска повеља града Смедерева.
Брат Слободана Нинковића је музичар Љубомир Нинковић.

## Филмографија
| Год.           | Назив                                          | Улога                        |
| -------------- | ---------------------------------------------- | ---------------------------- |
| 1987.          | Видим ти лађу на крају пута                    | Лађар Васа                   |
| 1987.          | Погрешна процена                               |                              |
| 1987−1988.     | Вук Караџић                                    | свештеник                    |
| 1988.          | Браћа по матери                                | Антиша                       |
| 1989.          | Свети Георгије убива аждаху                    | Реци Војо                    |
| 1989.          | Време чуда (серија)                            | Озрен                        |
| 1989.          | Време чуда                                     | Озрен                        |
| 1989.          | Шведски аранжман                               |                              |
| 1989.          | Доме, слатки доме                              | Киза                         |
| 1989.          | Како је пропао рокенрол                        | милицајац                    |
| 1989.          | Другарица министарка                           |                              |
| 1989.          | Балкан експрес 2                               |                              |
| 1990.          | Агенција Киком                                 | Киза                         |
| 1990.          | Хајде да се волимо 3                           |                              |
| 1991.          | Бољи живот 2                                   | путник у возу                |
| 1991.          | Холивуд или пропаст                            |                              |
| 1991.          | Тесна кожа 4                                   | Рамбо                        |
| 1992.          | Вуков Видео Буквар (ТВ серија)                 |                              |
| 1992.          | Полицајац са Петловог брда (филм)              | Вучина                       |
| 1992.          | Ми нисмо анђели                                | Цане                         |
| 1992−1993.     | Волим и ја неранџе... но трпим (серија)        | Јовиша                       |
| 1992.          | Дама која убија                                |                              |
| 1992.          | Секула невино оптужен                          | Секула                       |
| 1993.          | Пун месец над Београдом                        | Милорад                      |
| 1993.          | Обрачун у Казино Кабареу                       | Риле                         |
| 1993.          | Полицајац са Петловог брда (ТВ серија из 1993) | Вучина                       |
| 1994.          | Голи живот                                     | Војвода                      |
| 1994.          | Два сата квалитетног програма                  | Бамбусић                     |
| 1994.          | Биће боље                                      | Дикан                        |
| 1993−1994.     | Срећни људи                                    | Стојиљко Стојиљковић 'Рамбо' |
| 1995.          | Наслеђе                                        | Тика                         |
| 1995.          | Удри јаче манијаче                             |                              |
| 1995.          | Отворена врата                                 | Шуваковић                    |
| 1995.          | Снови од шперплоче                             | Бајлаг                       |
| 1995.          | Одисејев поглед                                |                              |
| 1997.          | Лажа и паралажа                                | Паралажа - Мита              |
| 1997.          | Три летња дана                                 | Мали                         |
| 1998.          | Црвено, жуто, зелено... крени                  |                              |
| 1998.          | Код луде птице                                 | глумац                       |
| 1998.          | Још твоје руже миришу самоћом (ТВ)             | говори стихове               |
| 1999.          | Код мале сирене                                |                              |
| 1999.          | Бело одело                                     | кондуктер                    |
| 2000.          | Земља истине, љубави и слободе                 |                              |
| 2001.          | Crociati                                       | Олаф Гунарсон                |
| 2001.          | Нормални људи                                  | Бане                         |
| 2001.          | Бар—Београд вија Пекинг                        | Благота                      |
| 2001.          | Близанци                                       |                              |
| 2002.          | Фазони и Форе 2                                |                              |
| 2002.          | Мртав ’ладан                                   | Мића 'Шафт'                  |
| 2002.          | Мала ноћна музика                              | Шуле                         |
| 2002.          | Казнени простор (ТВ серија)                    |                              |
| 2003.          | Казнени простор 2                              |                              |
| 2003.          | Живот је марш                                  |                              |
| 2003.          | Сироти мали хрчки 2010                         | шеф шифраната                |
| 2003.          | Ледина                                         | Паја                         |
| 2004.          | Пољупци                                        |                              |
| 2004.          | Пад у рај                                      | силеџија                     |
| 2004.          | Јесен стиже, Дуњо моја                         | Тимотије                     |
| 2004.          | Сан зимске ноћи                                | Цвикераш                     |
| 2005.          | На Бадњи дан                                   | Светозар Вујић               |
| 2005.          | Ми нисмо анђели 2                              | Цане Пилот                   |
| 2005.          | Дангубе!                                       |                              |
| 2005.          | Либеро                                         | отац                         |
| 2005.          | Потера за срећ(к)ом                            | Сале                         |
| 2005.          | Made in YU                                     | Петар                        |
| 2005.          | Леле, бато                                     | Доцент Ракочевић             |
| 2006.          | Љубав, навика, паника                          | Гиле                         |
| 2006.          | Друго стање                                    | Слободан Бода Димић          |
| 2006.          | Реконвалесценти                                | потпуковник                  |
| 2006−2007.     | Агенција за СИС                                | Риста                        |
| 2007.          | Позориште у кући (2007)                        | колега Бркић                 |
| 2007−2008.     | Кафаница близу СИС-а                           | Риста                        |
| 2007−2008.     | Наша мала клиника (Србија)                     | Др. Врабац                   |
| 2007.          | Доктор Декси                                   | Декси                        |
| 2008.          | Април и детективи (ТВ филм)                    | Кловн                        |
| 2009.          | Друг Црни у НОБ-у                              | Друг Уча / Фон Штурмкугл     |
| 2009.          | Свети Георгије убива аждаху                    | Нинко Белотић                |
| 2009−2010.     | Село гори, а баба се чешља                     | Драгутин                     |
| 2010.          | Ма није он такав                               | комшија                      |
| 2010.          | Монтевидео, Бог те видео!                      | Ђорђе Кустудић               |
| 2012.          | Монтевидео, Бог те видео! (ТВ серија)          | Ђорђе Кустудић               |
| 2013.          | На путу за Монтевидео                          | Ђорђе Кустудић               |
| 2013.          | С/Кидање                                       |                              |
| 2013.          | Вилењакова прича                               |                              |
| 2013.          | О бубицама и херојима                          |                              |
| 2013.          | Равна Гора (ТВ серија)                         | Никодије Јањић Коде          |
| 2014.          | Монтевидео, видимо се! (ТВ серија)             | Ђорђе Кустудић               |
| 2015.          | За краља и отаџбину                            | Никодије Јањић Коде          |
| 2016.          | Комшије                                        | др Миодраг                   |
| 2017.          | Мотел                                          | Гроф Стевица                 |
| 2017−у току.   | Сенке над Балканом                             | жандар Живојин               |
| 2018−2021.     | Жигосани у рекету                              | Живко                        |
| 2019.          | Делиријум тременс                              | лекар                        |
| 2019.          | Делиријум тременс (ТВ серија)                  | лекар                        |
| 2020.          | Мочвара                                        | Миле Радуловић               |
| 2021 - у току. | Камионџије д. о. о.                            | Бата Крњаја                  |
| 2021.          | Радио Милева                                   | Мића                         |
| 2021.          | Тома (филм)                                    | Душан Здравковић             |
| 2022.          | Комедија на три спрата                         | Миленко                      |
| 2023.          | Хероји Халијарда                               | кмет Јанко                   |
| 2023.          | Тома (ТВ серија)                               | Душан Здравковић             |
| 2024.          | Кожа (ТВ серија)                               | комшија Бошко                |
| 2024.          | Ваздушни мост                                  | кмет Јанко                   |
| 2024.          | Време смрти (ТВ серија)                        | Тола Дачић                   |
| 2024.          | Дерби у кафани Аутокоманда                     |                              |
| надолазећи.    | Повратак Жикине династије                      | Ћока Рибизла                 |

## Улоге у синхронизацијама
| Година синх. | Назив                                          | Улога                            | Студио         |
| ------------ | ---------------------------------------------- | -------------------------------- | -------------- |
| 2003-2005.   | Бунга банга ре                                 | слон Жак                         |                |
| 2006.        | Артур и Минимоји                               | Даркос                           | Лаудворкс      |
| 2006.        | Легенда о Тарзану                              | Тантор, Потпуковник Жан Стаке    | Лаудворкс      |
| 2006.        | Херкул (ТВ серија)                             | Филоктет                         | Лаудворкс      |
| 2006.        | Мики Маус и пријатељи                          | Шиља итд.                        | Лаудворкс      |
| 2006.        | Пустоловине Микија и Паје                      | Шиља итд.                        | Лаудворкс      |
| 2008.        | Тарзан                                         | Тантор                           | Лаудворкс      |
| 2008.        | Микијев клуб                                   | Шиља                             | Лаудворкс      |
| 2008.        | Микијева радионица (1999)                      | Шиља итд.                        | Лаудворкс      |
| 2008.        | Паја Патак вам представља                      | Шиља итд.                        | Лаудворкс      |
| 2009.        | Херкул                                         | Филоктет                         | Лаудворкс      |
| 2009.        | Шиљина екипа                                   | Шиља                             | Лаудворкс      |
| 2009.        | Микијева играоница                             | Шиља                             | Лаудворкс      |
| 2011.        | Шиљин филм                                     | Шиља                             | Лаудворкс      |
| 2011.        | Штрумпфови                                     | Велики Штрумф                    | Мириус         |
| 2013.        | Штрумпфови 2                                   | Велики Штрумф                    | Мириус         |
| 2013         | Аватар: Последњи владар ветрова                | Року, Капетан Ли                 | Голд диги нет  |
| 2013.        | Аватар: Легенда о Кори                         | Амон                             | Голд диги нет  |
| 2013.        | Викторијус                                     | Ервин Сиковиц                    | Голд диги нет  |
| 2013.        | Ај Карли                                       | Ервин Сиковиц                    | Голд диги нет  |
| 2013.        | Кунг Фу Панда: Легенде о Феноментастичном      | Кван, Лидонг; Таотај, Зин (С1-2) | Голд диги нет  |
| 2013.        | Чудновили родитељи                             | Даг Димадон (неке епизоде)       | Голд диги нет  |
| 2013.        | С.Т.О.П. Папи                                  | Птичји мозак                     | Голд диги нет  |
| 2013.        | Фанбој и Чам Чам                               | Господин Марфи                   | Голд диги нет  |
| 2013.        | Робот и Чудовиште                              | Принц Муљограда                  | Голд диги нет  |
| 2013.        | Фанбој и Чам Чам                               | Господин Мартин                  |                |
| 2015.        | Астерикс: Насеље богова                        | Обеликс                          | Моби           |
| 2016.        | ВДЏ — велики доброћудни џин                    | ВДЖ                              | Басивити       |
| 2016.        | Кунг фу панда 3                                | Ли Шан                           | Моби           |
| 2017.        | Штрумфови: Скривено село                       | Велики Штрумф                    | Моби           |
| 2017.        | Мој мали пони: Филм                            | Краљ Олуја                       | Басивити       |
| 2017.        | Аутомобили 3                                   | Шоне                             | Ливада Београд |
| 2017.        | Штрумпфови: Скривено село                      | Велики Штрумпф                   | Ливада Београд |
| 2018.        | Астерикс: Тајна чаробног напитка               | Обеликс                          | Bassivity      |
| 2019.        | Фантастика: У потрази за златним роговима      | Божа                             | Bassivity      |
| 2019.        | Снежана и седам патуљака                       | Уча                              | Ливада Београд |
| 2020.        | Тајна изгубљеног краљевства                    | Терпин                           | Blue House     |
| 2021.        | Лука                                           | Масимо Марковалдо                | Ливада Београд |
| 2024.        | Било једном у студију                          | Шиља                             | Ливада Београд |
| 2024.        | Кунг-фу панда 4                                | Ли Шан                           | Соло           |
| 2025.        | Принцеза коју је отео змај који отима принцезе | Ли Шан                           | Синкер медија  |
| 2025.        | Штрумпфови: Велики филм                        | Велики Штрумпф                   |                |